# خالد عودة
خالد عبد القادر عودة (31 أغسطس 1944 - ) هو أستاذ الطبقات والحفريات قسم الجيولوجيا بكلية العلوم، جامعة أسيوط، نائب رئيس الفريق الدولي ورئيس الفريق البحثي المصري لمشروع القطاع الدولي العياري للباليوسين - الأيوسين. وهو أحد أعلام دعوة الاخوان المسلمين في مصر. وكان أحد الأعضاء المعينين في مجلس الشورى المصري في يناير 2013.

## مؤلفاته
قام بتأليف موسوعة «التشريع المالي الإسلامي» وقام بتأليف كتاب المشروع في السياسة والحكم وله العديد من المقالات العلمية والاقتصادية والسياسية والإسلامية
كان أحد المحالين إلى المحاكمة العسكرية من قيادات الإخوان المسلمين بمصر ديسمبر عام 2006 لكنه حصل على البراءة من المحاكم العسكرية الاستثنائية أيضا في 16 أبريل 2008

## مسيرته
- أستاذ الطبقات والحفريات بقسم الجيولوجيا - كلية العلوم - جامعة أسيوط
- نائب رئيس الفريق الدولي ورئيس الفريق البحثي المصري لمشروع القطاع الدولي العياري للباليوسين - الأيوسين
- تخرج في كلية العلوم – جامعة أسيوط حاصلا على بكالوريوس الدرجة الخاصة في الجيولوجيا عام 1964 بتقدير عام امتياز
- عمل معيداً بقسم الجيولوجيا وحصل على درجة الماجستير في الجيولوجيا عام 1968
- حصل على درجة دكتوراه الفلسفة في الطبقات والحفريات عام 1971
- عُيِّن مدرسا بقسم الجيولوجيا بجامعة أسيوط في مايو 1971
- عُيِّن أستاذاً مساعداً بقسم الجيولوجيا بجامعة وهران بالجزائر في سبتمبر 1974
- عُيِّن أستاذاً مساعداً بقسم الجيولوجيا بجامعة أسيوط في 1978
- عُيِّن أستاذاً بقسم الجيولوجيا بجامعة أسيوط عام 1998
- عضو الجمعية الجيولوجية المصرية
- عضو الجمعية الجيولوجية الأفريقية
- عضو الجمعية المصرية للحفريات
- عضو الجمعية الدولية للإستراتجرافيا
- عضو المشروع الدولي للحفريات الدقيقة
- نائب رئيس الفريق الدولي للباليوسين – الإيوسين المنبثق من اللجنة الدولية لعلوم الأرض
- عضو الفريق الدولي للإيوسين المبكر-الإيوسين المتوسط المنبثق من اللجنة الدولية لعلوم الأرض
- رئيس الفريق الجيولوجي المصري في المشروعات العلمية الدولية المشتركة في جنوب مصر
- الباحث الرئيسي المصري للمشروع العلمي الأمريكي – المصري المشترك على جيولوجية جنوب وادي النيل
- الباحث المصري الرئيسي للفريق المصري – الدولي المشكل من جامعات أمريكا وأروبا وأسيوط عام 2005 لحماية آثار وادى الملوك غرب الأقصر تحت رعاية الهيئة المصرية العامة للآثار
- ممثل مصر في اللجنة الدولية لتطوير علم الطبقات التأريخي
- ممثل مصر في اللجنة الدولية لنشر علوم الحفريات الدقيقة
- له 39 بحثا منشورا في الدوريات الأجنبية (34 بحث) والمحلية (5 بحوث) حتى عام 2007
- له كتاب منشور صادر من مؤسسة الميكروباليونتولوجى بالمتحف الأميركي للعلوم الطبيعية بعنوان «دراسات استراتجرافية على الباليوسين – الإيوسين بجنوب مصر»، الجزء الأول، وجاري إعداد الجزء الثاني
- أشرف على 11 رسالة للدكتوراه (5 رسائل) والماجستير (6 رسائل) حتى عام 2007
- ألقى بحوثا أو محاضرات عامة أو ملصقات في أكثر من 25 مؤتمرا دوليا ومحليا منها مؤتمرين دوليين تحت رئاسته
- قام بإنشاء المتحف الجيولوجي بقسم الجيولوجيا بمدينة قنا بمجهود فردي عام 1973 ونال شهادة تقدير من الجامعة عن هذا المجهود
- يشرف على المتحف الجيولوجي بجامعة أسيوط منذ عام 1978 إلى الآن
- عضو باللجنة المشكلة بقسم الجيولوجيا بكلية العلوم - جامعة أسيوط المُناط بها وضع خطط تطوير مناهج الجيولوجيا
- يعد من أهم العلماء المصريين العاملين حاليا على تقديم الحلول العلمية والاقتصادية لظاهرة الاحتباس الحراري وتأثير التغيرات المناخية على دلتا نهر النيل والسواحل الشمالية لجمهورية مصر العربية
- تم اختياره في الاستفتاء الرسمي جريدة نهضة مصر كأحد أفضل سبعة علماء لعام 2007 على مستوى جمهورية مصر العربية

## إسهامات
- اكتشاف رواسب البليوسين (Pliocene) البحرية لأول مرة بمصر عام 1968
- اكتشاف رواسب الأوليجوسين المتأخر (الطابق الشاتي Chattian) البحرية بشمال الصحراء الغربية عام 1972
- اكتشاف جنس جلوبيجيرينانس (Globigerinanus) الهائم بأنواعه المختلفة في طبقات الميوسين المبكر بخليج السويس عام 1978 وقد تم إدراج الجنس بأنواعه المختلفة في الكتالوجات العالمية الأمريكية والألمانية واليابانية
- اكتشاف التتابع الرسوبي النموذجي الدولي (GSSP) الذي أقره الاتحاد الدولي للعلوم الجيولوجية كمقياس دولي للحد الفاصل بين الباليوسين والإيوسين وذلك بقرية الدبابية جنوب الأقصر
- قام المتحف الأمريكي للعلوم الطبيعية بنشر مجلد خاص يضم الجزء الأول من البحوث التي أجراها مع الفريق الدولي بجنوب مصر في يوليو 2003 وأثمرت عن اكتشاف التتابع العياري الدولي بجنوب مصر و جاري حاليا نشر الجزء الثاني. ونال شهادة تقدير خاصة من اللجنة الدولية لإستراتجرافيا الباليوجين ومن وزير التعليم العالي والبحث العلمي بمصر
- تم تكريمه دولياً في المؤتمر الدولي الخامس للمناخ والحياة في الباليوجين المبكر المنعقد بمدينة الأقصر في فبراير 2004
- كرّمته الجمعية الجيولوجية المصرية في مؤتمرها السنوي العام 2005 بمنحه درع الجمعية الجيولوجية تقديراً لما قدمه من أعمال جليلة لعلم الجيولوجيا والجيولوجيين في مجال علم الطبقات
- كرّمته الجمعية المصرية للحفريات في مؤتمرها عام 2006 ومنحته درع الجمعية تقديرا له وتكريما لعطائه العلمي المتميز
- حصل على درع كلية العلوم أعوام 2004 و 2005 و 2006، ودرع جامعة أسيوط، ودرع محافظة أسيوط، ودرع النقابة العامة للمهن العلمية، وتم تكريمة بالنقابة العامة لأطباء مصر ومنحه درعها، وكذلك حصل على العديد من شهادات التكريم والتقدير من عدد من رؤساء جامعة أسيوط لعطائه العلمي[بحاجة لمصدر]
- شارك في كثير من المشروعات التطبيقية التي قام مكتب الاستشارات الجيولوجية بكلية العلوم جامعة أسيوط بتنفيذها بغرض التنمية وخدمة البيئة وهي على النحو التالي:

1. مشروع سكر 16 وامتداده لاستكشاف المياه التحت سطحية لري مزرعو الشركة شرق كوم أمبو لحساب شركة السكر المصرية - شارك فيه كعضو أساسي في الفريق البحثي وكان دوره دراسة طباقية الصخور التحت سطحية
2. مشروع استكشاف الخزان المائي الجوفي وتصنيف التربة بالوادي السيوطي لحساب وزارة التعاون الدولي المصرية - شارك فيه كعضو معاون في الفريق البحثي وكان دوره دراسة طباقية الصخور السطحية على جانبي الوادي
3. مشروع استكشاف مصادر المياه الجوفية بوادي قنا - لحساب وزارة التعاون الدولي المصرية - شارك فيه كعضو أساسي في الفريق البحثي - وكان دوره دراسة طباقية الصخور الرسوبية السطحية والتحت سطحية
4. مشروع استكشاف الخزان المائي الجوفي وتصنيف التربة بوادي النقرة لحساب وزارة التعاون الدولي المصرية - شارك فيه كعضو أساسي في الفريق البحثي - وكان دوره دراسة طباقية الصخور الرسوبية السطحية والتحت سطحية
5. مشروع دراسات جيولوجية وجيوفيزيائية لتحديد صلاحية موقع التجمع العمراني الجديد - الوادي الأسيوطي بجمهورية مصر العربية - شارك فيه كعضو معاون في الفريق البحثي وكان دوره دراسة طباقية الصخور التحت سطحية
6. مشروع دراسات جيولوجية وجيوفيزيائية وهيدروجيولوجية لاستكشاف مصادر المياه الجوفية بمزرعة شركة إسمنت أسيوط لحساب شركة إسمنت أسيوط المصرية - وشارك فيها كعضو أساسي وكان دوره هو دراسة طباقية الصخور التحت سطحية
7. مشروع إنتاج خرائط مساحية لموقع التجمع العمراني الجديد بالوادي الأسيوطي لحساب وزارة التعاون الدولي المصرية - شارك فيه كعضو معاون